# Ligue A (calcio Burundi)
La Ligue A, nota anche come Primus League per motivi di sponsorizzazione, è la massima divisione  calcistica del campionato burundese di calcio, organizzato dalla Federazione calcistica del Burundi (FFB). Il campionato nacque nel 1963.

## Albo d'oro
Vincitori del campionato dal 1963.
- 1963:  Stella Matutina
- 1964:  Stella Matutina
- 1965:  Maniema
- 1966:  Maniema
- 1967:  Maniema
- 1968:  Maniema
- 1969:  Espoir
- 1970:  Inter
- 1971:  Vital'O
- 1972:  Burundi Sports Dynamic
- 1973: non disputato
- 1974:  Inter
- 1975:  Inter
- 1976:  Prince Louis
- 1977:  Inter
- 1978:  Inter
- 1979:  Vital'O
- 1980:  Vital'O
- 1981:  Vital'O
- 1982:  Maniema
- 1983:  Vital'O
- 1984:  Vital'O
- 1985:  Inter
- 1986:  Vital'O
- 1987:  Inter
- 1988:  Inter
- 1989:  Inter
- 1990:  Vital'O
- 1991:  Inter Star
- 1992:  Inter Star
- 1993: Sospeso per la guerra civile
- 1994:  Vital'O
- 1995:  Maniema
- 1996:  Vital'O
- 1997:  Maniema
- 1998:  Vital'O
- 1999:  Vital'O
- 2000:  Vital'O
- 2001:  Prince Louis
- 2002:  Muzinga
- 2003: non concluso
- 2004:  Atlético Olympic
- 2005:  Inter Star
- 2006:  Vital'O
- 2007:  Vital'O
- 2008:  Inter Star
- 2009:  Vital'O
- 2010:  Vital'O
- 2011:  Atlético Olympic
- 2012:  Vital'O
- 2013:  Flambeau de l'Est
- 2013-2014:  LLB Académic
- 2014-2015:  Vital'O
- 2015-2016:  Vital'O
- 2016-2017:  LLB Académic
- 2017-2018:  Le Messager Ngozi
- 2018-2019:  Aigle Noir
- 2019-2020:  Le Messager Ngozi
- 2020-2021:  Le Messager Ngozi
- 2021-2022:  Flambeau du Centre
- 2022-2023:  Bumamuru
- 2023-2024:  Vital'O
- 2024-2025:  Aigle Noir

## Vittorie per squadra
| Squadra                | Città     | Vittorie | Anni |
| ---------------------- | --------- | -------- | --- |
| Vital'O                | Bujumbura | 21       | 1971, 1979, 1980, 1981, 1983, 1984, 1986, 1990, 1994, 1996, 1998, 1999, 2000, 2006, 2007, 2009, 2010, 2012, 2015, 2016, 2024 |
| Inter                  | Bujumbura | 9        | 1970, 1974, 1975, 1977, 1978, 1985, 1987, 1988, 1989                                                                         |
| Maniema                | Bujumbura | 7        | 1965, 1966, 1967, 1968, 1982, 1995, 1997                                                                                     |
| Inter Star             | Bujumbura | 4        | 1991, 1992, 2005, 2008 |
| Le Messager Ngozi      | Ngozi     | 3        | 2018, 2020, 2021 |
| Atlético Olympic       | Bujumbura | 3        | 2004, 2011, 2012 |
| Stella Matutina        | Bujumbura | 2        | 1963, 1964 |
| Prince Louis           | Bujumbura | 2        | 1976, 2001 |
| LLB Académic           | Bujumbura | 2        | 2014, 2017 |
| Aigle Noir             | Makamba   | 2        | 2019, 2025 |
| Espoir                 | Bujumbura | 1        | 1969 |
| Burundi Sports Dynamic | Bujumbura | 1        | 1972 |
| Muzinga                | Bujumbura | 1        | 2002 |
| Flambeau de l'Est      | Ruyigi    | 1        | 2013 |
| Flambeau du Centre     | Gitega    | 1        | 2022 |
| Bumamuru               | Buganda   | 1        | 2023 |